# The Line of Best Fit
The Line of Best Fit é uma revista online independente com sede em Londres, focada em música.
A revista publica críticas de música independentes, recursos, entrevistas e mídia. Fundada por Richard Thane em fevereiro de 2007 e atualmente editada por Paul Bridgewater, o nome do website deriva de uma canção do Death Cab For Cutie, do álbum You Can Play These Songs with Chords.
As resenhas de álbuns da revista são usadas para sites agregados de resenhas musicais AnyDecentMusic? e Metacritic. A The Line of Best Fit também publica estreias musicais, apresentações ao vivo exclusivas, podcasts e playlists.
A revista tem sua própria gravadora, Best Fit Recordings, e desde 2015, hospeda seu próprio festival anual de música em Londres, o Five Day Forecast. Apresenta também um palco no SXSW.